# Prison Break: The Conspiracy
Prison Break: The Conspiracy (с англ. — «Побег: Теория заговора») — компьютерная игра в жанре стелс-экшена. Разработкой для консолей Xbox 360 и PlayStation 3 занималась компания Brash Entertainment. Версия для PC не была анонсирована. Игра должна была выйти в феврале 2009 года. Но 13 ноября, журнал Variety сообщил о том, что компания «уходит из бизнеса на следующий день». Затем компанией-разработчиком ZootFly было объявлено, что новым издателем игры стала Deep Silver. Игра выпущена 30 марта 2010 года на Xbox 360, PlayStation 3 и PC.

## Игровой процесс
Игра состоит из 9 частей, сюжет которых повторят сюжет эпизодов сериала. Несмотря на то, что игра основана на популярном сериале, играть за Майкла Скофилда не придётся. Главный герой игры, Том Пакстон — секретный агент, человек «Компании», который получает задание отправиться в тюрьму Фокс Ривер и узнать об истинных планах Майкла Скофилда.
Во время прохождения игроку предстоит общаться со многими заключёнными, подкупать охранников и часто принимать участие в драках. Во время драки есть возможность уклоняться от ударов, но использовать её крайне сложно из-за неудобного расположения камеры. Угол обзора не даёт возможности хорошо оценить расстояние между противниками.

## Сюжет
Агента Тома Пакстона послали в Фокс-Ривер на тайное задание для компании, организации, которая подстроила ложное обвинение Барроузу за убийство брата вице-президента. Его миссией является выяснить, что замышляют Скофилд и Барроуз, и убедиться, что Барроуз умрёт на электрическом стуле в запланированные сроки.
Пакстон быстро привык к тюремной жизни и старался не светиться. Он узнал, что Скофилд и Барроуз планируют сбежать, и доложил об этом своему боссу, Джеку Манниксу. Позже Пакстон присоединился к тюремным работам, чтобы быть поближе к Скофилду.
Пакстон пробрался в лазарет, чтобы посмотреть на медицинские записи Скофилда. Он узнал, что Скофилд обманывает насчет диабета, используя его как прикрытие для ежедневных посещений лазарета.
Абруцци хотел убрать сумасшедшего осуждённого психа из камеры Скофилда. Пакстон организовал это, а потом прослышал о том, что Абруцци, Скофилд и Барроуз составляют план побега. Он сообщает об этом Манниксу, который подчеркнул, что Пакстон должен сорвать их план без вреда для Барроуза. Пакстон понял, что Скофилд планирует сбежать через больницу, а его татуировки-тюремная карта, которая поможет ему туда пробраться.
Вспыхнул бунт, и Пакстон изо всех сил пытался схватить Барроуза перед тем, как он убежал. Но позже он узнал, что бунт был только прикрытием, чтобы заглушить звук сверления. Пакстон получил ещё один неприятный сюрприз, когда обнаружил, что кто-то нанял заключённого Турка, чтобы его убить.

## Оценки
| Сводный рейтинг     | Сводный рейтинг | Сводный рейтинг | Сводный рейтинг |
| Издание             | Оценка          | Оценка          | Оценка          |
| Издание             | PC              | PS3             | Xbox 360        |
| ------------------- | --------------- | --------------- | --------------- |
| GameRankings        | N/A             | 37,82 %         | 39,59 %         |
| Metacritic          | 47/100          | 42/100          | 40/100          |
| Иноязычные издания  |                 |                 |                 |
| Издание             | Оценка          | Оценка          | Оценка          |
| Издание             | PC              | PS3             | Xbox 360        |
| Eurogamer           | N/A             | N/A             | 3/10            |
| GameSpot            | 2,5/10          | 2,5/10          | 2,5/10          |
| GameZone            | N/A             | N/A             | 3,5/10          |
| IGN                 | N/A             | 3,5/10          | 3,5/10          |
| OXM                 | N/A             | N/A             | 4,5/10          |
| PC Gamer (US)       | 60 %            | N/A             | N/A             |
| PC Zone             | 35 %            | N/A             | N/A             |
| VideoGamer          | N/A             | 4/10            | 4/10            |
| The Daily Telegraph | N/A             | N/A             | 2/10            |

Игра получила в целом отрицательные отзывы на всех платформах, согласно сайту агрегации обзоров Metacritic. The Daily Telegraph описала версию Xbox 360 как «полный провал по всем пунктам».